# Cecilie (Brentano)

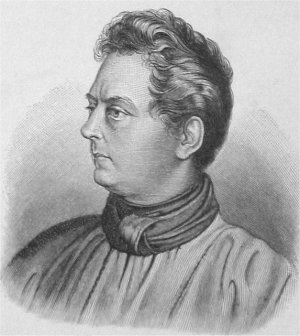
Clemens Brentano
(1778–1842)

Cecilie ist das Fragment eines Dramas von Clemens Brentano, das vor 1802 entstand. Holtei und Kemp nennen es „Italienisches Schauspiel“.

## Inhalt
Marchiali, Buchhalter bei dem florentinischen Kaufmann Pietro Velli, blickt voller Missgunst auf Cecilie, die von Antonio, einem Sohn des Hauses Velli, geliebt wird. Cecilie, ein Findelkind, wurde von der Mutter Antonios aufgenommen. Nun, da die Mutter verstorben ist, stehen Cecilie schlechte Zeiten bevor, zumal da Pietro Velli überhaupt nichts für das junge Mädchen übrig hat. Der Vater hat seinen beiden Söhnen – Antonio und Francesco – den Umgang mit dem Mädchen untersagt. Der Buchhalter Marchiali hingegen sähe es gern, wenn seine Tochter Coelestine den jungen Kaufmann Antonio Velli heiratete. Willig lässt sich der Belletrist Gerni vor Marchialis Karren spannen, auch, weil die Intrige gewiss überreichlich Stoff für belletristische Texte liefern wird. Cecilie, ein Kind der Liebe, sollte in ein Kloster geschickt werden, legt der Schöngeist dem Hausherrn Pietro Velli nahe. Die Intrige bleibt nicht unbemerkt. Antonio bedauert Cecilie und findet seinerseits in dem venezianischen Baron Vaudremont einen Verbündeten. Der Edelmann gibt sich dem jungen Velli als sein Jugendfreund Benvolta zu erkennen.
Der Vater hat ein offenes Ohr für Gernis Vorschlag. Pietro Velli hat Coelestine gern um sich. Marchiali geht in die Offensive. Er schlägt Antonio vor, Coelestine zu heiraten. Antonio, der Coelestines „unedlen Karakter“ kennt, weist das Ansinnen zunächst zurück, ist jedoch darauf nicht abgeneigt. Der Kaufmann Pietro Velli bestimmt sodann den gehorsamen Sohn Antonio als seinen Nachfolger. Antonio nennt den Bruder Francesco, der ebenso berücksichtigt werden sollte. Der Vater lehnt ab. Er liebt und schätzt seinen Sohn, den Maler Francesco, nicht.
Francesco Velli und Cecilie lieben sich. Francesco verurteilt den Vater. Er habe die Mutter nicht geliebt. Cecilie ermahnt den Geliebten zur Freundlichkeit gegenüber dem Vater. Francesco verspricht Cecilie, sie schlimmstenfalls aus dem Kloster zu entführen. Cecilie muss ins Kloster. Zuvor gesteht ihr Antonio seine Liebe. Cecilie weist Antonio behutsam zurück. Einsam und allein erkennt Antonio, jener ihm bevorstehende ehrenhafte Weg als Nachfolger seines Vaters ist „schreklich erfundener Unsinn.“
Francesco trinkt sich Mut an und bittet den Vater um Ceciliens Hand. Pietro Velli lehnt brüsk ab und fügt zornig bei, der Maler möge sich selbst ernähren. Francesco steht fest zu Cecilie.

## Lyrik
Cecilie, in Erwartung des Geliebten auf der Mauer des Klostergartens, singt:
Die Sonne wollt nicht untergehn
Sie blieb am Berg neugierig stehn,
Da kam die Nacht gegangen...
Als Francesco schließlich naht, freut sich Cecilie:
Die Engel glänzen durch das Feld
Das Hohe Korn sich golden hellt...

## Rezeption
- Wahrheit und Dichtung

Schultz vermutet, der Kaufmann Pietro Velli könnte ein Abbild von Brentanos Vater sein. Dessen Sohn Antonio trage Züge von Franz Brentano. Mit dem zweiten Sohn Francesco habe sich Clemens Brentano selbst porträtiert. Ceciliens Geschichte erinnere  an Brentanos Schwester Bettina. Diese musste nach dem Tod der Mutter für ein paar Jahre ins Kloster. Schultz geht in den Mutmaßungen noch viel weiter. Brentano könnte eine Bruder-Schwester-Beziehung, die das Inzestuöse tangiert – sorgfältig verschlüsselt – literarisch verarbeitet haben. Von alledem könne jedoch nichts bewiesen werden. Brentano habe die Spuren verwischt. Mit dem Schöngeist Gerni habe Brentano ein Bild des Johann Isaak von Gerning gemalt.
- Fragment

Schultz hebt das Unabgeschlossene des Stücks hervor und fragt: Welchen Coup stellt Vaudremont den Brüdern in Aussicht, mit dem die Geschichte ihr Happyend bekäme? Woher stammt das Findelkind Cecilie? Wohin reist Pietro Velli? Warum soll Pietro Velli wieder heiraten? Es stellt sich auch noch die Frage: Warum verkleidet sich Benvolta als Vaudremont?
- Forschung

Cecilie, Antonio und Francesco kommen im Godwi vor. Schultz untersucht Relationen des Dramenfragments zu dem Roman.

### Zitierte Textausgabe
- Hartwig Schultz (Hrsg.): Cecilie. Szenen aus einem italienischen Handelshaus. S. 227–338 in Jürgen Behrens (Hrsg.), Wolfgang Frühwald (Hrsg.), Detlev Lüders (Hrsg.): Clemens Brentano. Sämtliche Werke und Briefe. Band 12. Dramen I. 970 Seiten. Leinen. W. Kohlhammer, Stuttgart 1982, ISBN 3-17-007043-6